# Bugaj (powiat wrzesiński)
Bugaj – wieś w Polsce położona w województwie wielkopolskim, w powiecie wrzesińskim, w gminie Miłosław.
W latach 1975–1998 miejscowość należała administracyjnie do województwa poznańskiego.
| SIMC    | Nazwa       | Rodzaj                 |
| ------- | ----------- | ---------------------- |
| 0589122 | Bagatelka   | część wsi (do 2023 r.) |
| 0589139 | Bażantarnia | część wsi              |
| 0589145 | Franulka    | część wsi (do 2023 r.) |

## Zabytki
- Zameczek Myśliwski „Bażantarnia” z XIX wieku
- folwark „Na Bugaju” z 1 połowy XIX wieku
- kuźnia z 1 połowy XIX wieku

## Galeria

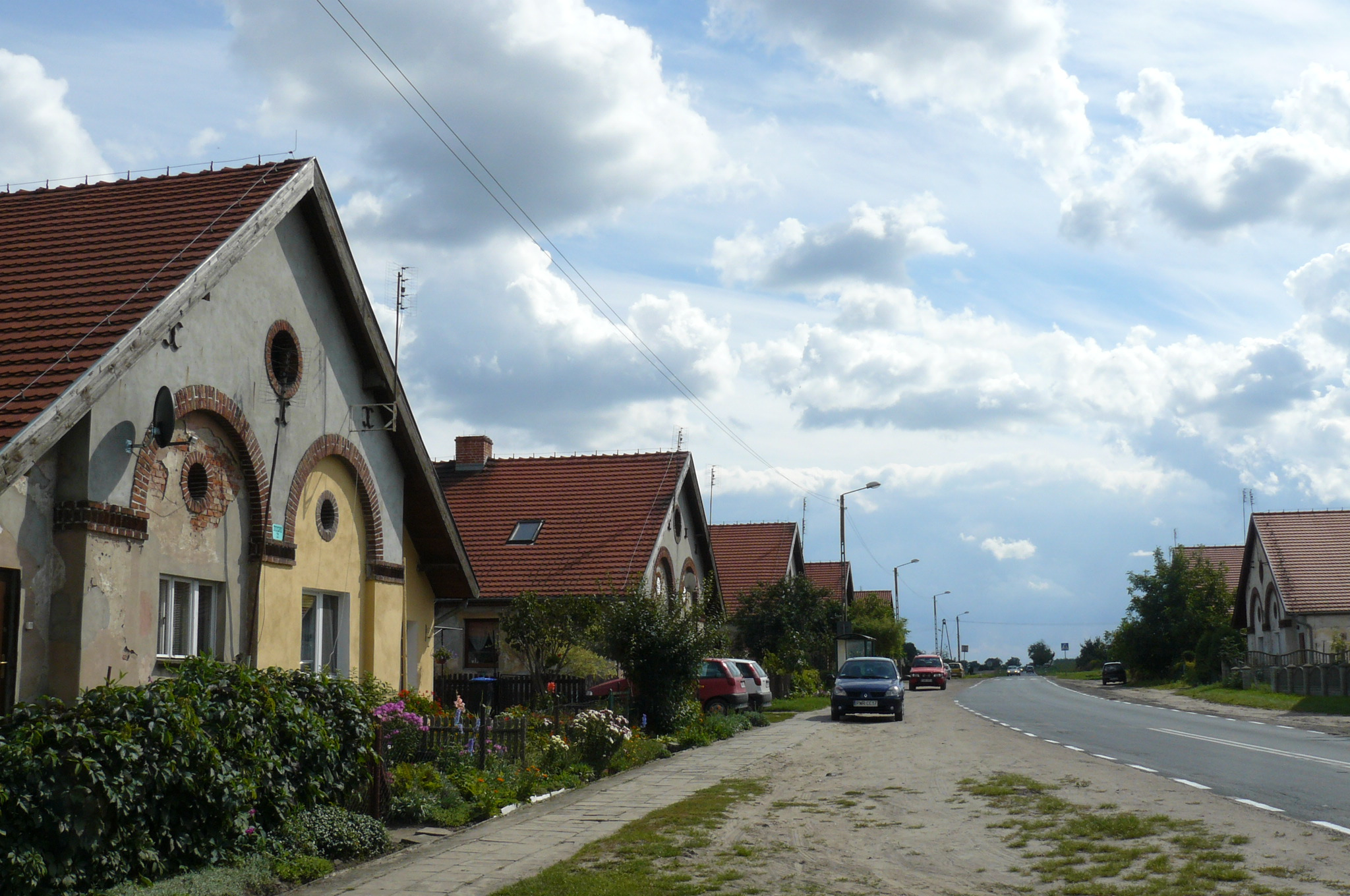
Zabytkowe czworaki
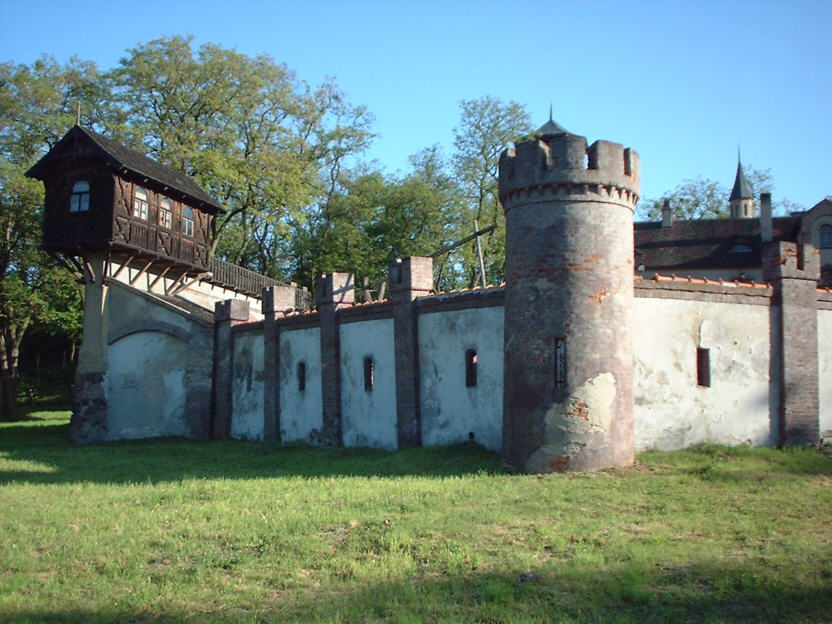
Zameczek Myśliwski „Bażantarnia”
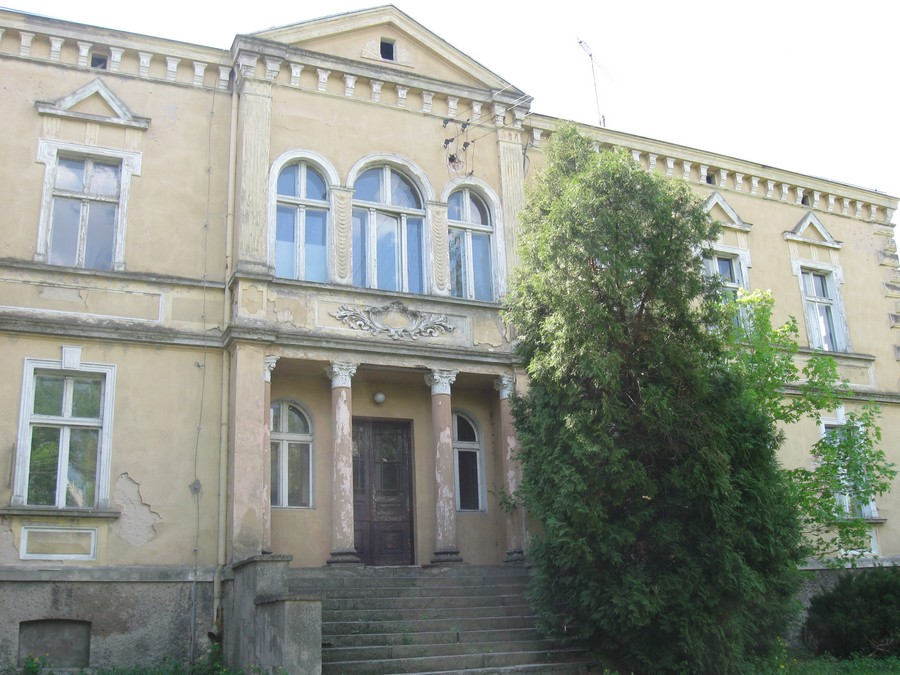
Dwór w folwarku